# Comida para perros
La comida para perros es un alimento preparado específicamente para satisfacer las necesidades fisiológicas de los perros y otros animales similares. Puede ser industrial (seco o semihúmedo) o natural (crudo o cocinado).
Los perros son animales ancestralmente carnívoros. Tienen dientes afilados y puntiagudos para desgarrar la carne y triturar huesos, y un tracto gastrointestinal mucho más corto que el de los herbívoros, diseñado para la digestión de carne (que no necesita fermentación).

## Principios básicos de la dieta

### Dieta adecuada a la especie
El perro doméstico, al igual que el lobo, del que desciende, pertenece a los cánidos y, por tanto, al orden de los carnívoros (Carnivora). Sin embargo, esta denominación —en sentido literal— puede ser engañosa, porque los carnívoros no comen carne, sino animales de presa, de los que obtienen todos los nutrientes que les son vitales. Así, la presa en su conjunto no solamente proporciona proteínas y grasas, que son los principales componentes de la musculatura, sino también otras sustancias que no se encuentran en la carne, o que se encuentran en pequeñas cantidades, como el calcio del esqueleto, el sodio de la sangre, las vitaminas liposolubles y los oligoelementos de los órganos internos (especialmente el hígado y el riñón), las vitaminas hidrosolubles del intestino, los ácidos grasos esenciales de la grasa corporal o los componentes no digeribles (por ejemplo, la fibra vegetal del contenido intestinal). Además, el lobo también se alimenta de plantas, dependiendo de lo que haya disponible, y su aparato digestivo es capaz de adaptarse a diferentes tipos de alimentos dentro de ciertos límites.
En el transcurso de su convivencia con los humanos, el perro ha tenido que adaptarse a sus fuentes de alimentación y de esta manera se ha convertido en un omnívoro funcional.

## Variedades industriales
La mayoría de los productos comerciales de alimentación canina se venden como alimentos secos (en bolsas) o húmedos (en latas). La comida seca contiene entre un 6 y un 10% de humedad por unidad de volumen, mientras que la comida enlatada contiene entre un 60 y un 90%. Los productos semihúmedos suelen tener un 25-35% de humedad.

### Alimentos secos

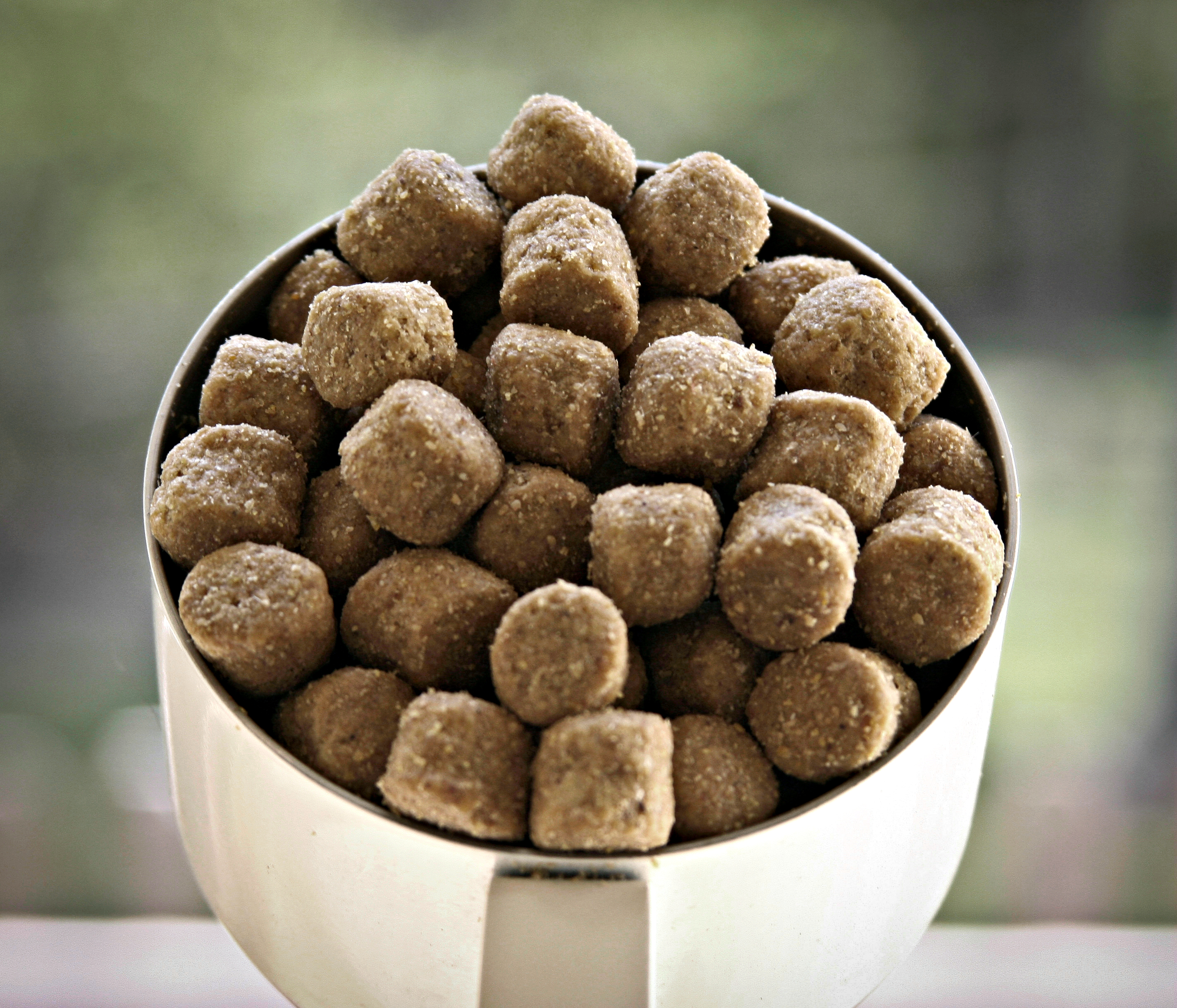
Un bol de croquetas.

Los alimentos secos para perros suele consistir en croquetas empaquetadas que contienen entre un 3 y un 11% de agua. Constituyen la gran mayoría de los alimentos industriales para mascotas.
Los alimentos secos son ricos en energía y, por lo general, económicos, además de ser fáciles de almacenar y conservar. No obstante, presentan menor palatabilidad en comparación con la comida húmeda, y suelen contener conservantes. Con frecuencia incorporan más granos, por lo que pueden resultar inapropiados para los perros con alergias.
Un alimento seco requiere un pH gástrico más alcalino y unas 8-10 h de digestión, mientras que la comida húmeda necesita un medio más ácido y se suele procesar en 4-6 h. Por ese motivo se recomienda no ofrecerlos juntos en la misma toma, pues superpone procesos digestivos con ritmos distintos. 

### Alimentos húmedos

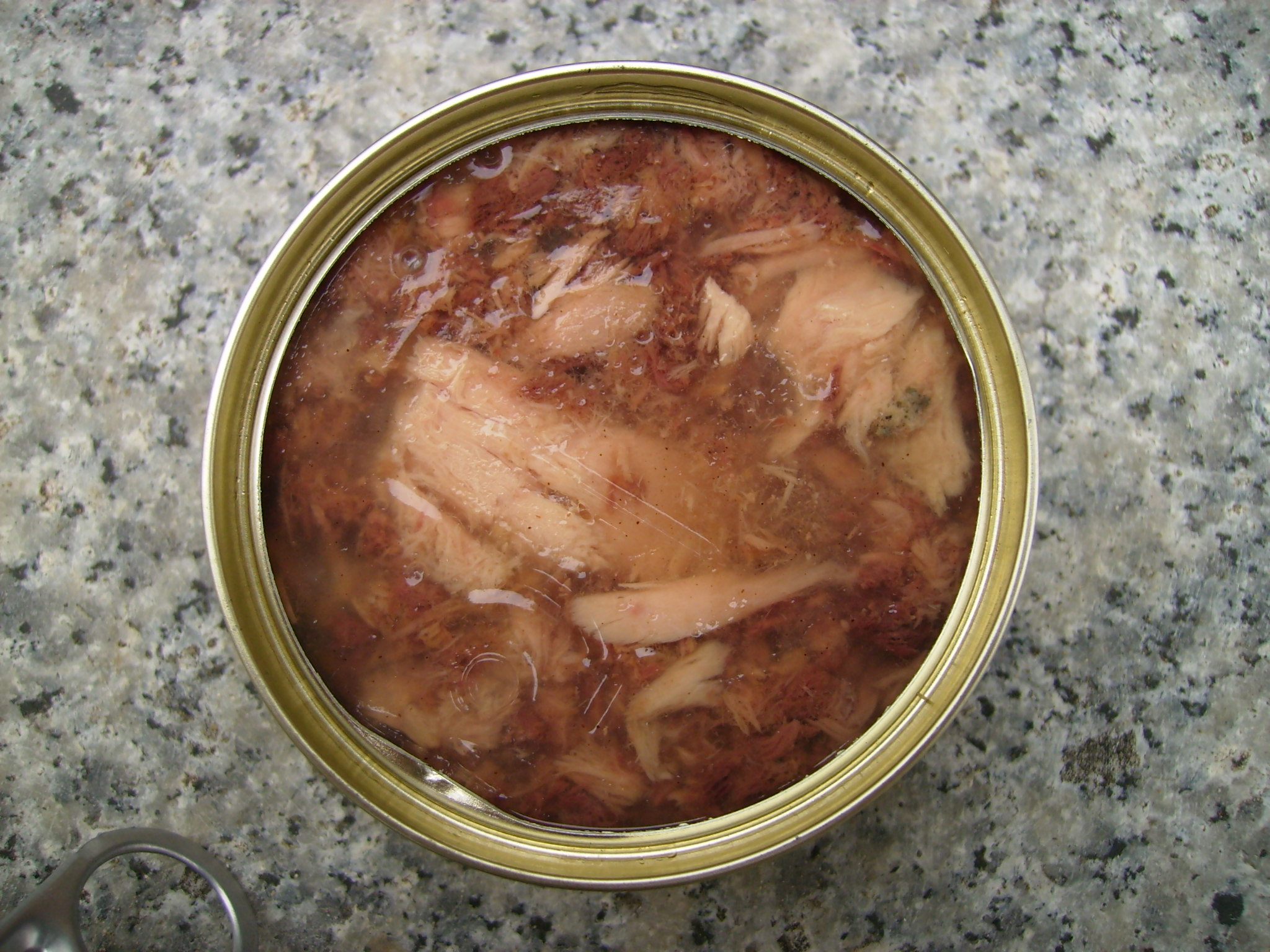
Comida enlatada con carne desmenuzada

La comida para perros húmeda o enlatada suele presentarse envasada en un recipiente sólido o un embalaje blando. Contiene aproximadamente entre un 60 y un 78% de agua, es decir, un porcentaje significativamente mayor que el de la comida seca o semihúmeda. Los alimentos enlatados comerciales están esterilizados.
Un alimento húmedo suele ser más rico en proteínas o grasas que un alimento seco con respecto a la materia seca (una medida que no tiene en cuenta la humedad), dado el alto contenido de humedad de la comida enlatada. Debe suministrarse una mayor cantidad de comida enlatada para satisfacer las necesidades del perro. Se puede utilizar gluten de cereales y otros geles de proteínas en la comida húmeda para perros para crear trozos de carne artificiales, con apariencia de carne real. Esta comida suele destinarse a perros viejos o cachorros.
La comida húmeda tiene mayor palatabilidad que la seca, además de ser ser más rica en proteínas y grasas, aunque se estropea con mayor facilidad y es más costosa.

### Alimentos semihúmedos
La comida semihúmeda para perros se envasa en bolsas o paquetes sellados al vacío. Contiene entre un 20 y un 45% de agua en peso, lo que la hace más cara por caloría que la comida seca.
La mayoría de los alimentos semihúmedos no requieren refrigeración, pues experimentan un ligero proceso de cocción y rápidamente se sellan al vacío. Este tipo de comida para perros se estropea con mucha facilidad si no se mantiene en un lugar fresco. Tiene un período de conservación de 2 a 4 meses, siempre que no se abra.
La comida semihúmeda presenta una alta palatabilidad y es rica en energía, aunque contiene mayor cantidad de sodio y azúcar, además de colorantes, potenciadores de sabor y conservantes (por ejemplo: acidificantes para ralentizar el crecimiento de bacterias y evita el deterioro del producto, o propilenglicol como sustancia antibacteriana y antifúngica, que además evita que el alimento se seque por ser altamente higroscópico).

## Variedades naturales

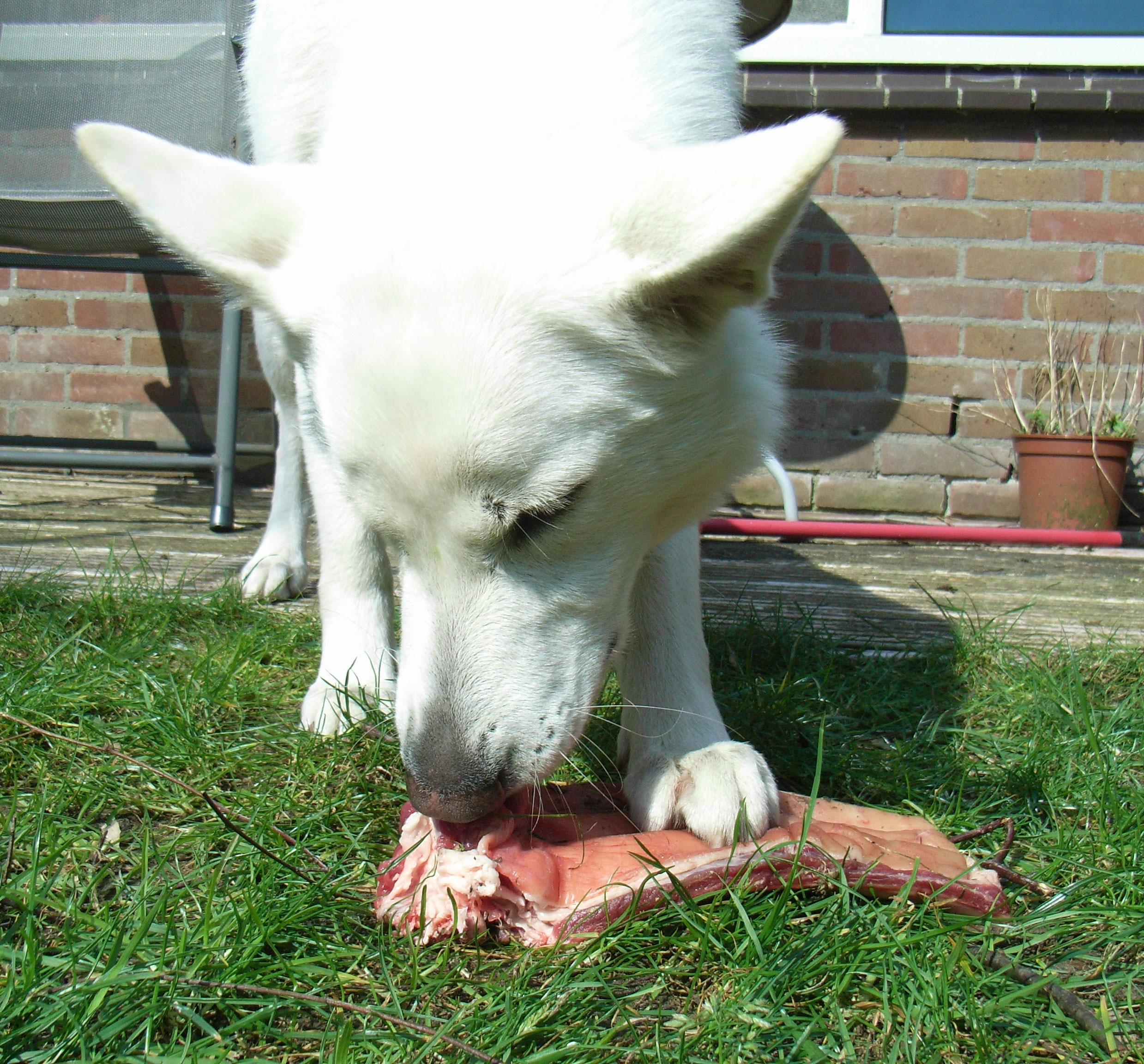
Un Pastor blanco suizo comiendo carne.

Dentro de esta modalidad existen dos tipos de comida: la dieta denominada Dieta BARF (cruda) y la Dieta natural cocinada.
La modalidad de alimentación canina denominada BARF (Bones And Raw Food —en inglés, "huesos y carne cruda"— o, adaptando el acrónimo: "Biologically Species Appropriate Raw Food", es decir, "Alimentación Cruda Biológicamente Adecuada"), basada en los hábitos alimenticios de los cánidos salvajes, especialmente de los lobos. Los partidarios de este método recurren a la carne fresca o congelada, despojos, huesos y pescado, complementados con verduras crudas (en puré). El término fue acuñado en 1993 por el veterinario australiano Ian Billinghurst, que también posee los derechos del nombre Barf Diet.
Los defensores de la dieta BARF argumentan que una dieta natural equilibrada, basada en carne, huesos y órganos crudos, es nutricionalmente superior a los piensos comerciales y aporta numerosos beneficios para la salud de los animales, como un pelaje más sano, unos dientes más limpios y la no aparición de mal aliento. Los detractores de la dieta BARF, entre los que se encuentran varias organizaciones profesionales veterinarias, argumentan que los riesgos de desequilibrios nutricionales, perforaciones intestinales, intoxicaciones alimentarias o zoonosis pesan más que los beneficios.
La modalidad de dieta natural cocinada aboga por ofrecer al perro alimentación natural (carne, verduras, frutas) obviando los alimentos peligrosos para perros.